# Tachysurus nitidus
Tachysurus nitidus es una especie de peces de la familia Bagridae en el orden de los Siluriformes.

## Distribución geográfica
Se encuentra en China y en Corea del Sur.